# Франк Капра
Франк Капра (на английски: Frank Capra) е американски кинорежисьор от сицилиански произход, роден през 1897 година, починал през 1991 година. 

## Биография
Пристигайки 6-годишен в Америка със семейство от най-бедните прослойки на обществото, животът на Капра е наречен от филмовия историк Йън Фриър „олицетворение на американската мечта“. Започвайки от италианското гето на Лос Анджелис, където малкият Франк продава вестници след училище, през 1930-те и 1940-те години той е сред водещите режисьори на Холивуд, получавайки три награди „Оскар“ за режисура от шест номинации.
Името му остава в историята на киноизкуството с филми като: Това се случи една нощ (1934) – първият филм спечелил награди „Оскар“ едновременно в петте най-важни категории, Господин Дийдс отива в града (1936), Не можеш да го вземеш с теб (1938), Господин Смит отива във Вашингтон (1939), Животът е прекрасен (1946) и др.
Освен режисурата, Капра е активен и в други поприща в рамките на киноиндустрията. Той е президент на Академията за киноизкуство и наука (1935 – 1939), както и председател на Гилдията на американските режисьори (1939 – 1941, 1960 – 1961). През Втората световна война, на върха на своята кариера, Франк Капра заснема 11 документални филма за войната, спечелвайки поредна награда „Оскар“ за единия от тях в категорията за документално кино.

## Филмография

### Частична режисьорска филмография
| Година | Филм                              | Оригинално заглавие           | Бележки                                       |
| ------ | --------------------------------- | ----------------------------- | --------------------------------------------- |
| 1931   | The Miracle Woman                 | The Miracle Woman             |                                               |
| 1932   | Американска лудост                | American Madness              |                                               |
| 1933   | Горчивият чай на генерал Йен      | The Bitter Tea of General Yen |                                               |
| 1933   | Дама за един ден                  | Lady for a Day                | Номинация за „Оскар“                          |
| 1934   | Това се случи една нощ            | It Happened One Night         | Награда „Оскар“                               |
| 1936   | Господин Дийдс отива в града      | Mr. Deeds Goes to Town        | Награда „Оскар“                               |
| 1937   | Изгубеният хоризонт               | Lost Horizon                  |                                               |
| 1938   | Не можеш да го вземеш с теб       | You Can't Take It With You    | Награда „Оскар“                               |
| 1939   | Господин Смит отива във Вашингтон | Mr. Smith Goes to Washington  | Номинация за „Оскар“                          |
| 1941   | Запознайте се с Джон Доу          | Meet John Doe                 |                                               |
| 1942   | Прелюдия към война                | Prelude to War                | документален Награда „Оскар“                  |
| 1943   | Битката за Русия                  | The Battle of Russia          | документален Номинация за „Оскар“             |
| 1944   | Арсеник и стари дантели           | Arsenic and Old Lace          |                                               |
| 1946   | Животът е прекрасен               | It's a Wonderful Life         | Награда „Златен глобус“, Номинация за „Оскар“ |
| 1959   | Дупка в главата                   | A Hole in the Head            |                                               |
| 1961   | Джоб пълен с чудеса               | Pocketful of Miracles         |                                               |

## За него
- Victor Scherle, William Turner Levy, The Complete Films of Frank Capra. Citadel Press, New York/ Secaucus 1992, ISBN 0-8065-1296-2.
- Robert Sklar, Vito Zagarrio, Thomas Schatz, Frank Capra. Authorship and the Studio System. Temple University Press, Philadelphia 1998, ISBN 1-56639-608-5.